# A Lazy Afternoon (альбом Ширли Хорн)
A Lazy Afternoon — студийный альбом американской певицы и пианистки Ширли Хорн, выпущенный в 1978 году на датском лейбле SteepleChase Records. Пластинка была записана в 1978 году после длительного перерыва в карьере исполнительницы. Аккомпанировали Хорн контрабасист Бастер Уильямс и барабанщик Билли Харт.

## Отзывы критиков
В своём обзоре для AllMusic, Кен Драйден назвал альбом «прекрасной студийной записью», кроме того отметил, что Хорн — «эффектная вокалистка, которая предоставила свой собственный первоклассный аккомпанемент на фортепиано, а её почти разговорный стиль пения идеально подходит ей независимо от того, исполняет ли она олди, как „I’m Old Fashioned“, или пышную, заразительную интерпретацию баллады, как „A Lazy Afternoon“».

## Список композиций
| №                   | Название                      | Автор(ы)                      | Длительность |
| ------------------- | ----------------------------- | ----------------------------- | ------------ |
| 1.                  | «I’m Old Fashioned»           | Джером Керн, Джонни Мерсер    | 2:43         |
| 2.                  | «There’s No You»              | Хэл Хоппер, Том Эйдер         | 6:14         |
| 3.                  | «New York’s My Home»          | Гордон Дженкинс               | 2:46         |
| 4.                  | «Why Did I Choose You?»       | Майкл Леонард, Герберт Мартин | 6:13         |
| 5.                  | «Take a Little Time to Smile» | Дейв Брабур, Пегги Ли         | 2:59         |
| 6.                  | «A Lazy Afternoon»            | Джером Моросс, Джон Ла Туш    | 4:52         |
| 7.                  | «The Gentle Rain»             | Луис Бонфа, Мэтт Даби         | 9:56         |
| 8.                  | «Gra’ma’s Hands»              | Билл Уизерс                   | 3:10         |
| 9.                  | «I’ll Go My Way by Myself»    | Артур Шварц, Говард Дитц      | 3:17         |
| Общая длительность: | Общая длительность:           | Общая длительность:           | 42:10        |

## Участники записи
- Ширли Хорн — фортепиано, вокал
- Бастер Уильямс[англ.] — контрабас
- Билли Харт[англ.] — ударные